# Неєлово (Сафоновський район)
Неєлово (рос. Неёлово) — присілок Сафоновського району Смоленської області Росії. Входить до складу Вадінського сільського поселення.
Населення — 9 осіб (2007 рік). 